# Ferdi Kadıoğlu
Ferdi Erenay Kadıoğlu (Arnhem, 7 de outubro de 1999) é um futebolista turco nascido nos Países Baixos que atua como meia. Atualmente, joga no Brighton & Hove Albion.

## Carreira
Em 29 de junho de 2016, assinou seu primeiro contrato como profissional com o NEC Nijmegen, com duração de três anos até 2019. Estreou em 28 de agosto de 2016, na derrota por 2–0 para o AZ Alkmaar pela quarta rodada da Eredivisie, se tornando o jogador mais jovem a jogar pelo NEC Nijmegen com 16 anos e 326 dias.
Em 30 de outubro de 2016, marcou seu primeiro gol como profissional no empate por 1–1 contra o Utrecht. No jogo seguinte contra o Groningen marcou mais um gol aos 82 minutos com um chute de canhota, o jogo terminou empatado em 1–1. Em 2 de abril de 2017, estreou no Gelderse Derby marcando gol, perderam por 2–1.
Em 13 de outubro de 2017, renovou seu contrato com o NEC Nijmegen até 2021.

## Seleção Nacional
Kadıoğlu nasceu nos Países Baixos, de pai turco e mãe neerlandesa nascida no Canadá. Portanto ele era elegível para escolher qualquer das seleções de Turquia, os Países Baxos e Canadá.

### Países Baixos
Em 22 de junho de 2017, foi convocado pelo treinador Maarten Stekelenburg para a disputa do Campeonato Europeu Sub-19 de 2017.
Estreou com vitória no torneio, por 4–1 sobre a Alemanha.

### Turquia
No dia 3 de janeiro de 2022, o Fenerbahçe anunciou que Kadıoğlu escolheu representar a seleção da Turquia.
Kadıoğlu fez a sua estreia pela Seleção Turca de Futebol em 4 de junho de 2022, em um jogo da Liga das Nações da UEFA C de 2022–23 contra Ilhas Faroé.

## Estatísticas
Atualizado até 13 de dezembro de 2021

### Clubes
| Equipe            | Temporada         | Campeonato nacional | Campeonato nacional | Campeonato nacional | Copa nacional | Copa nacional | Copa nacional | Competições continentais | Competições continentais | Competições continentais | Total | Total | Total   |
| Equipe            | Temporada         | Jogos               | Gols                | Assist.             | Jogos         | Gols          | Assist.       | Jogos                    | Gols                     | Assist.                  | Jogos | Gols  | Assist. |
| ----------------- | ----------------- | ------------------- | ------------------- | ------------------- | ------------- | ------------- | ------------- | ------------------------ | ------------------------ | ------------------------ | ----- | ----- | ------- |
| NEC Nijmegen      | 2016–17           | 27                  | 4                   | 3                   | 4             | 0             | 0             | —                        | —                        | —                        | 31    | 4     | 3       |
| NEC Nijmegen      | 2017–18           | 34                  | 7                   | 12                  | 5             | 1             | 1             | —                        | —                        | —                        | 39    | 8     | 13      |
| NEC Nijmegen      | Total             | 61                  | 11                  | 15                  | 9             | 1             | 1             | —                        | —                        | —                        | 70    | 12    | 16      |
| Fenerbahçe        | 2018–19           | 0                   | 0                   | 0                   | 1             | 0             | 0             | —                        | —                        | —                        | 1     | 0     | 0       |
| Fenerbahçe        | 2019–20           | 23                  | 4                   | 4                   | 8             | 2             | 1             | —                        | —                        | —                        | 31    | 6     | 5       |
| Fenerbahçe        | 2020–21           | 26                  | 1                   | 2                   | 4             | 0             | 2             | —                        | —                        | —                        | 30    | 1     | 4       |
| Fenerbahçe        | 2021–22           | 15                  | 2                   | 1                   | 0             | 0             | 0             | 7                        | 0                        | 1                        | 22    | 2     | 2       |
| Fenerbahçe        | Total             | 64                  | 7                   | 7                   | 13            | 2             | 3             | 7                        | 0                        | 1                        | 84    | 9     | 11      |
| Total na carreira | Total na carreira | 125                 | 18                  | 22                  | 22            | 3             | 4             | 7                        | 0                        | 1                        | 144   | 21    | 27      |

### Seleção Neerlandesa
Expanda a caixa de informações para conferir todos os jogos deste jogador, pela sua seleção nacional.
Sub-16
|    | Data                | Local                             | Resultado | Adversário | Gol(s) | Competição |
| -- | ------------------- | --------------------------------- | --------- | ---------- | ------ | ---------- |
| 1. | 14 de abril de 2015 | Sportpark Duinwetering, Noordwijk | 1–0       | Itália     | 0      | Amistoso   |
| 2. | 16 de abril de 2015 | Sportpark Duinwetering, Noordwijk | 2–1       | Itália     | 1      | Amistoso   |

Sub-17
|     | Data                   | Local                                    | Resultado | Adversário    | Gol(s) | Competição                |
| --- | ---------------------- | ---------------------------------------- | --------- | ------------- | ------ | ------------------------- |
| 1.  | 9 de setembro de 2015  | Stadion am Vinnenweg, Bremen             | 1–2       | Israel        | 0      | Amistoso                  |
| 2.  | 11 de setembro de 2015 | Platz 11 Weserstadion, Bremen            | 1–1       | Itália        | 0      | Amistoso                  |
| 3.  | 13 de setembro de 2015 | Stadion am Vinnenweg, Bremen             | 2–2       | Alemanha      | 1      | Amistoso                  |
| 4.  | 22 de outubro de 2015  | Dragon Park, Newport                     | 1–2       | País de Gales | 0      | Elim. Europeu Sub-17 2016 |
| 5.  | 24 de outubro de 2015  | Newport Stadium, Newport                 | 5–0       | Albânia       | 0      | Elim. Europeu Sub-17 2016 |
| 6.  | 27 de outubro de 2015  | Newport Stadium, Newport                 | 4–1       | Suíça         | 0      | Elim. Europeu Sub-17 2016 |
| 7.  | 5 de fevereiro de 2016 | Estádio Municipal de Lagos, Lagos        | 0–1       | Alemanha      | 0      | Amistoso                  |
| 8.  | 7 de fevereiro de 2016 | Estádio Municipal de Bela Vista, Parchal | 1–1       | Portugal      | 1      | Amistoso                  |
| 9.  | 6 de maio de 2016      | Dalga Arena, Baku                        | 0–2       | Espanha       | 0      | Europeu Sub-17 2016       |
| 10. | 9 de maio de 2016      | Karabakh Stadium, Baku                   | 0–1       | Itália        | 0      | Europeu Sub-17 2016       |
| 11. | 12 de maio de 2016     | Bakı Olimpiya Stadionu, Baku             | 2–0       | Sérvia        | 0      | Europeu Sub-17 2016       |
| 12. | 15 de maio de 2016     | Bakcell Arena, Baku                      | 0–1       | Suécia        | 0      | Europeu Sub-17 2016       |
| 13. | 18 de maio de 2016     | Dalga Arena, Baku                        | 0–2       | Portugal      | 0      | Europeu Sub-17 2016       |

Sub-18
|    | Data                   | Local                                | Resultado | Adversário | Gol(s) | Competição |
| -- | ---------------------- | ------------------------------------ | --------- | ---------- | ------ | ---------- |
| 1. | 7 de outubro de 2016   | Stadio Giovanni Chiggiato, Caorle    | 2–2       | Itália     | 0      | Amistoso   |
| 2. | 11 de novembro de 2016 | Complex Esportiu Futbol Salou, Salou | 0–0       | Irlanda    | 0      | Amistoso   |
| 3. | 14 de novembro de 2016 | Complex Esportiu Futbol Salou, Salou | 1–2       | Alemanha   | 0      | Amistoso   |

Sub-19
|    | Data                | Local                               | Resultado | Adversário | Gol(s) | Competição                |
| -- | ------------------- | ----------------------------------- | --------- | ---------- | ------ | ------------------------- |
| 1. | 23 de março de 2017 | Marsdijk, Assen                     | 1–0       | Finlândia  | 0      | Elim. Europeu Sub-19 2017 |
| 2. | 25 de março de 2017 | Sportpark de Bosk, Harkema          | 2–0       | Ucrânia    | 2      | Elim. Europeu Sub-19 2017 |
| 3. | 28 de março de 2017 | Marsdijk, Assen                     | 0–0       | Grécia     | 0      | Elim. Europeu Sub-19 2017 |
| 4. | 3 de julho de 2017  | David Petriashvili Stadium, Tbilisi | 4–1       | Alemanha   | 0      | Europeu Sub-19 2017       |

### Seleção Turca
Expanda a caixa de informações para conferir todos os jogos deste jogador, pela sua seleção nacional.
Seleção Principal
|    | Data               | Local                                       | Resultado | Adversário  | Gol(s) | Competição                           |
| -- | ------------------ | ------------------------------------------- | --------- | ----------- | ------ | ------------------------------------ |
| 1. | 4 de junho de 2022 | Estádio Fatih Terim de Başakşehir, Istambul | 4–0       | Ilhas Faroé | 0      | Liga das Nações da UEFA C de 2022–23 |
| 2. | 7 de junho de 2022 | Estádio LFF, Vilnius                        | 6–0       | Lituânia    | 0      | Liga das Nações da UEFA C de 2022–23 |

## Títulos
Fenerbahçe
- Copa da Turquia: 2022–23